# Talais
Talais é uma comuna francesa na região administrativa da Nova Aquitânia, no departamento da Gironda. Estende-se por uma área de 15,36 km². Em 2010 a comuna tinha 760 habitantes (densidade: 49,5 hab./km²).